# Estación de Villabona-Cizúrquil
Villabona-Cizúrquil (en euskera y según Adif Billabona-Zizurkil) es una estación ferroviaria situada en el municipio español de Cizúrquil en la provincia de Guipúzcoa, comunidad autónoma del País Vasco.
Forma parte la línea C-1 de la red de Cercanías San Sebastián operada por Renfe.

## Situación ferroviaria
La estación se encuentra en el punto kilométrico 603,666 de la línea férrea de ancho convencional que une Madrid con Hendaya a 58,49 metros de altitud. El tramo es de vía doble y está electrificado.

## Historia
La estación fue inaugurada el 1 de septiembre de 1863 con la puesta en marcha del tramo Beasáin-San Sebastián de la línea radial Madrid-Hendaya. Su explotación inicial quedó a cargo de la Compañía de los Caminos de Hierro del Norte de España quien mantuvo su titularidad hasta que en 1941 fue nacionalizada e integrada en la recién creada RENFE. Desde el 31 de diciembre de 2004 Renfe Operadora explota la línea mientras que Adif es la titular de las instalaciones ferroviarias.

## La estación
La estación de Villabona-Cizúrquil está formada por un sencillo edificio para viajeros de dos pisos y planta rectangular. Posee dos andenes, uno lateral y otro central al que acceden tres vías. Una cuarta vía muere en la estación y carece de acceso a andén. El cambio de uno a otro se realiza a nivel. Un pequeño refugio sirve para proteger a los viajeros en el andén central. Dispone de un quiosco con licencia para vender billetes para los trenes de cercanías. En su proximidad existía un edificio para mercancías destruido para dar lugar a un aparcamiento. 

## Servicios ferroviarios

### Cercanías
Los trenes de cercanías de la Línea C-1 son los únicos que se detienen en la estación. 